# マン空港
マン空港（Man Airport）は、コートジボワールのマンにある空港。